# Cát Tường (xã)
Cát Tường là một xã thuộc huyện Phù Cát, tỉnh Bình Định, Việt Nam.
Xã Cát Tường có diện tích 29,31 km², dân số năm 1999 là 16.255 người, mật độ dân số đạt 555 người/km².

## Hành chính
Xã Cát Tường được chia thành 9 thôn: Chánh Hòa, Chánh Lạc, Chánh Liêm, Chánh Lý, Kiều Đông, Phú Gia, Tường Sơn, Xuân An, Xuân Quang.